# Football Club Fleury 91
Maillots
Actualités
Dernière mise à jour : 29 septembre 2024.
Le Football Club Fleury 91 est un club français de football basé à Fleury-Mérogis dans le département de l'Essonne en région Île-de-France. Le club est dénommé Union sportive de Fleury-Mérogis jusqu'en 2015 puis Football Club Fleury 91.
L'équipe masculine évolue depuis 2021 au Stade Walter-Felder et participe aux championnats nationaux de football depuis son accession au championnat de France amateur 2 (CFA2) 2011-2012. En 2014, elle obtient sa promotion en championnat de France amateur (CFA), qui correspond au championnat de quatrième niveau national renommé « National 2 » en 2017.
Le club floriacumois comporte également une équipe féminine depuis le transfert des droits sportifs du club du FCF Val d'Orge en 2017. Elle évolue en Division 1 féminine, l'élite du football français.

## Histoire

### Repères historiques
L'US Fleury-Mérogis voit le jour le 4 août 1970 à la suite de la fusion entre une section football réservée aux enfants, issue de la structure omnisports affiliée à la FFF (Fédération française de football), et une association affiliée à la FSGT (Fédération Sportive et Gymnique du Travail) et composée uniquement de Séniors.
Ce nouvel élan va se faire sur l’équipe fanion du club. Effectivement, l’équipe séniors va se développer avec l’arrivée de nouveaux joueurs. L’équipe va passer de la 5ème division de district à l’Excellence en 9 ans. Cette dynamique va s’accentuer par la création d’une deuxième équipe sénior. Au-delà du championnat, le club va briller en coupe de l’Essonne, en étant finaliste de la Coupe de l’Essonne du District sur la saison 1998-1999 et en remportant la Coupe de l’Essonne la saison suivante. De plus, le club va développer deux équipes féminines et des équipes vétérans.
En 2002, à la suite de l’accession de l’équipe fanion au championnat régional (Promotion d’Honneur), le comité directeur du club va souhaiter réorienter sa politique de formation auprès des jeunes. Dans un premier temps, le club va mettre en place un manager général. Ce dernier va structurer les catégories U15 (14-15 ans), U17 (16-17 ans) et U19 (18-19 ans) en mettant en place un éducateur diplômé et de dirigeants pour chaque équipe. En conséquence, les équipes de jeunes se sont stabilisées au niveau départemental puis à celui régional. Cela a permis au club une augmentation des effectifs en jeunes et donc du nombre d’équipes. Les équipes vétérans du club se développent pour atteindre le niveau régional. Concernant l’équipe fanion, elle va gravir tous les échelons des championnats régionaux.
En 2005-2006 le titre de champion de Division d'Honneur Régionale (DHR) de la Ligue de Paris Île-de-France de football, la DHR correspondant au troisième niveau des championnats à l'échelon de l'Île-de-France et au huitième niveau à l'échelon national. La saison suivante, le club récidive et devient champion 2006-2007 de la Division Supérieure Régionale (DSR), soit le deuxième niveau régional. Dans l'élite régionale en Division Honneur (DH), l'USFM est le club qui a le plus de moyens financiers et est « l'équipe à battre ». Le club obtient une deuxième place en 2008-2009, puis rate le titre la saison suivante après avoir été en tête du classement une partie de la saison. Les Floriacumois sont à nouveau vice-champions de DH en 2011 derrière le FC Issy-les-Moulineaux. Mais, faisant partie des meilleurs deuxièmes des différents championnats régionaux, l'USFM est cette fois-ci promue en compagnie des Isséens.

#### En championnat national
| Saison    | Championnat         | Classement |
| --------- | ------------------- | ---------- |
| 2011-2012 | CFA2 groupe B       | 10/16      |
| 2012-2013 | CFA2 groupe B       | 2/14       |
| 2013-2014 | CFA2 groupe G       | 1/14       |
| 2014-2015 | CFA groupe B        | 2/16       |
| 2015-2016 | CFA groupe D        | 8/16       |
| 2016-2017 | CFA groupe B        | 2/16       |
| 2017-2018 | National 2 groupe C | 4/16       |
| 2018-2019 | National 2 Groupe D | 10/16      |
| 2019-2020 | National 2 Groupe B | 9/16       |
| 2020-2021 | National 2 Groupe A | 5/16       |
| 2021-2022 | National 2 Groupe B | 2/16       |
| 2022-2023 | National 2 Groupe B | 2/16       |
| 2023-2024 | National 2 Groupe D | 2/16       |
| 2024-2025 | National 2 Groupe C | 1/16       |
| 2025-2026 | National            | /18        |

Pour sa première saison au niveau national dans le championnat de France amateur 2 (CFA2) 2011-2012, l'objectif du club est le maintien. Fleury-Mérogis est affecté au groupe B qui comprend seize équipes. Après avoir été leader du classement en début de saison, le club parvient à se maintenir en terminant dixième du groupe B, soit deux places devant le premier club relégué.
L'objectif de la saison suivante dans le championnat de CFA2 2012-2013 est plus élevé : terminer dans les cinq premiers parmi quatorze clubs. L'effectif de l'équipe est renforcé et comprend dix joueurs ayant déjà joué dans une division supérieure, et l'équipe joue avec « une certaine maturité ». Après un début de saison « impressionnant », les Floriacumois sont au coude-à-coude avec l'Entente Sannois Saint-Gratien en tête du championnat et terminent finalement deuxième derrière leur concurrent. Cette saison 2012-2013 du club est aussi marquée par sa performance en Coupe de France, où il atteint pour la première fois le huitième tour après une victoire méritée 2-1 face aux professionnels du Tours Football Club
. Fleury-Mérogis (FCF 91) quitte ensuite la compétition au huitième tour sur une défaite face au CSO Amnéville-les-Thermes.
L'USFM démarre le championnat 2013-2014 de CFA2 avec le statut de favori et avec l'objectif de monter en CFA. Dans un championnat serré, moins rugueux que la saison précédente et où beaucoup d'équipes proposent « du jeu », l'US Fleury-Mérogis prend la tête du classement à la dernière journée : elle profite d'une défaite du précédent leader, le Saint-Pryvé Saint-Hilaire FC, qui perd 4-3 contre la réserve du Angers SCO après avoir mené 3-0 et raté un penalty pour mener 4-0,. En terminant premier de leur poule, les Floriacumois sont promus dans le championnat de CFA 2014-2015. Qualifiés d'« ambitieux » pour leur première saison à ce niveau, ils tombent cependant jusqu'à la dernière place du classement à la huitième journée, avant de redresser la situation de manière spectaculaire : ils restent invaincus jusqu'à la fin de saison en cumulant vingt-deux matchs sans défaite, soit la série la plus longue parmi tous les championnats nationaux, et font subir à l'avant-dernière journée au champion de l'ASM Belfort sa première défaite à domicile depuis une saison et demie.
À l'été 2015 le club, renommé Football Club Fleury 91,, fait partie des favoris de la nouvelle saison de CFA pour la montée en championnat National, qui correspond au troisième niveau dans la hiérarchie. L'équipe masculine ne termine néanmoins qu'en milieu de classement, puis échoue de peu à l'accession en 2016-2017.
Durant les saisons suivantes, le club échoue très souvent aux places d'honneur malgré un effectif qui se renforce chaque année, accueillant même plusieurs internationaux malgaches en 2021.

### Palmarès
L'Union sportive de Fleury-Mérogis remporte la saison 2005-2006 de la Division d'Honneur Régionale et la saison 2006-2007 de la Division Supérieure Régionale, qui correspondent respectivement aux troisième et deuxième niveaux des championnats organisés par la Ligue de Paris Île-de-France de football. Le club est ensuite vice-champion de Division d'Honneur (DH), qui correspond au premier échelon régional, en 2008-2009 et 2010-2011.
Dans les compétitions nationales, l'USFM remporte le groupe G du championnat de CFA2 2013-2014. La meilleure performance du club en Coupe de France est un 32eme de finale atteint en 2018 et en 2021.

## Personnalités du club

### Direction

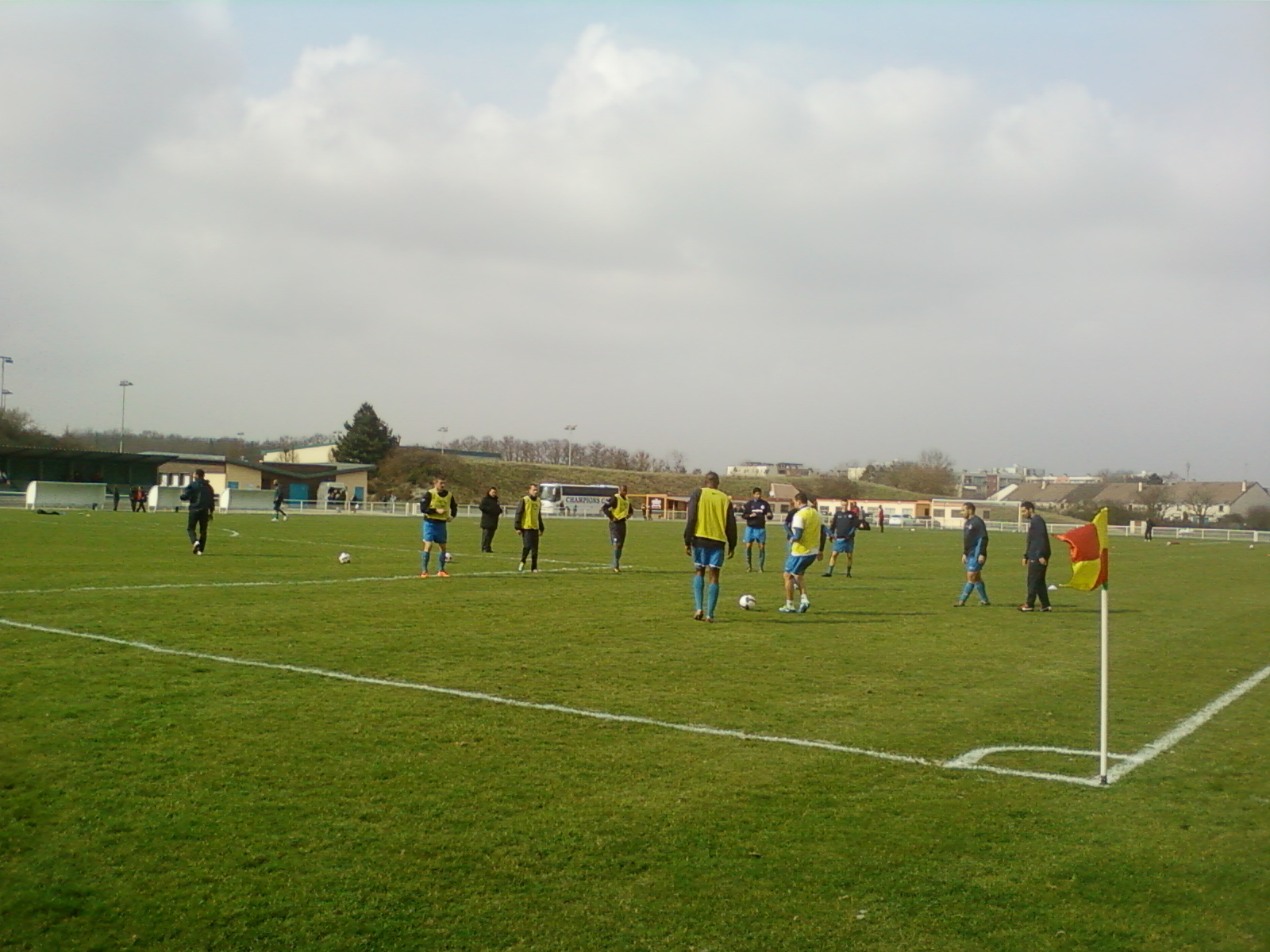
Échauffement de l'équipe au stade Auguste-Gentelet de Fleury-Mérogis.

Le président du club est depuis 1986 Pascal Bovis, dirigeant d'une entreprise de transport,. Sous sa direction le club passe de la 4e Division de district au CFA en 2014, soit du quinzième au quatrième niveau dans la hiérarchie nationale. Grâce au mécénat de son président le club dispose, lors de ses années en DH, des plus gros moyens financiers du championnat. Plus tard en CFA2, le club possède une équipe « haut de gamme » avec une dizaine de joueurs possédant une expérience d'un championnat de niveau supérieur.
En 2009, alors que son club est en championnat régional, Pascal Bovis a comme objectif que Fleury-Mérogis devienne l'un des meilleurs clubs amateur de la région parisienne. Trois ans plus tard, l'USFM est en championnat national de CFA2 et son président indique comme objectif à court terme de devenir « le premier club de l'Essonne ». À plus long terme, le club et son président ont comme ambition d'atteindre le professionnalisme et le championnat de Ligue 2.

### Encadrement technique
Liste des entraîneurs de l'équipe première masculine :
- 1998-1999 :  Isaac N'Gata
- 2012-2018 :  Bernard Bouger
- 2018-2019 :  Christophe Taine
- 2019 :  Nicolas Dupuis
- 2019-2023 :  Habib Boumezoued[24]
- depuis 2023 :  David Vignes

Liste des entraîneurs de l'équipe première féminine :
- 2017-2018 :  Nicolas Carric et Lionel Cure[25]
- 2018-2019 :  Jean-Claude Daix
- fév.-mars 2019 :  Eric Michel[26]
- mars-nov. 2019 :  Habib Boumezoued[27]
- 2019-2021 :  David Fanzel[28]
- depuis 2021 :  Fabrice Abriel[29]

L'accession du club à l'élite régionale en 2007 est obtenue sous la direction de l'entraîneur Bernard Bouger, en poste de 2006 à 2009. Celui-ci est remplacé par Ladislas Lozano sur la base d'un contrat de deux ans. Le club est longtemps leader de la DH mais, en conflit avec ses joueurs et après une série de défaites, Lozano est écarté de son poste en mars 2010. À partir de 2010 l'entraîneur est Stéphane Cabrelli, qui vient en provenance de l'Entente sportive Viry-Châtillon et du championnat de CFA 2009-2010. Cabrelli obtient la montée en CFA2 en 2011 mais, en mars 2012, une fronde des joueurs provoque son renvoi.
Stéphane Cabrelli est alors remplacé en cours de saison par Bernard Bouger, qui retrouve le poste d'entraîneur de l'USFM fort d'une expérience de deux saisons de 2009 à 2011 en CFA à la tête de Villemomble Sports. En CFA2, quatre entraînements sont prévus chaque semaine, dont deux le soir et deux le matin. Ces séances matinales font figure d'exception au niveau amateur et, selon Bernard Bouger, « favorise[nt] la progression des joueurs ». Sous la direction de Bouger, l'équipe pratique un football « toujours en mouvement ». Bernard Bouger obtient la montée en 2014 et dirige son équipe dans le championnat de CFA 2014-2015.
Le 11 février 2018, Bernard Bouger n'est plus l'entraîneur du groupe National 2. Il est remplacé par Christophe Taine.

### Structure juridique et dénomination
Le club est une association loi de 1901 et est affilié à la Fédération française de football sous le numéro 524861.
Lors de la pré-saison 2015-2016, le nom du club est modifié : il passe de Union sportive de Fleury-Mérogis à Football Club Fleury 91. La ville étant principalement connue pour accueillir sur son sol la maison d'arrêt de Fleury-Mérogis, qui est le plus grand centre pénitentiaire d’Europe, ce changement de nom permet de se distancer de l'image négative donnée par la prison. Le président du club se plaignant du manque de soutien de la ville, ce changement est aussi motivé par le fait de ne pas vouloir faire de publicité à la ville.

### Infrastructures
L'équipe première masculine dispute ses matchs à domicile au stade Auguste-Gentelet de Fleury-Mérogis jusqu'en 2015. Pour la saison 2014-2015, le stade n'est pas aux normes requises par la Fédération française de football mais bénéficie d'une dérogation temporaire. Toutefois, les dirigeants et joueurs se plaignent du manque d'entretien de la pelouse et en mars 2015 partent jouer au stade Robert-Bobin de Bondoufle, situé à quelques centaines de mètres. Faute d'un accord avec la municipalité pour effectuer des travaux de rénovation du stade et afin d'éviter une rétrogradation du club pour stade non conforme, le club décide de délocaliser ses matchs à domicile à partir de 2015 au stade Henri-Longuet de l'Entente sportive Viry-Châtillon,,.
À partir de la saison 2016, l'équipe masculine joue au Stade Robert-Bobin à Bondoufle, qui dispose de 18 850 places. La location s'élève à 47 400 € pour les quinze matchs de championnat à domicile. Lors de la saison 2016-2017, le stade est partagé avec le Football Club Féminin Juvisy, pensionnaire du championnat de Division 1 féminine.
L'équipe féminine évolue majoritairement au stade Auguste-Gentelet, ou parfois sur ses terrains synthétiques annexes, sur dérogation jusqu'en 2020.
Le club inaugure le 30 novembre 2019, un nouveau terrain synthétique, nommé Walter-Felder, qui doit permettre aux équipes premières de bénéficier d'un terrain homologué, mais qui doit également profiter au plus grand nombre,. Les équipes premières féminines et masculines s'y installent de 2020 à 2025 avant de revenir au Stade Robert-Bobin à la suite de la montée de l'équipe masculine en National.

### Couleurs et blason
Les couleurs du FCF91 Coeur d’Essonne sont le rouge, le blanc et le noir.
Le blason du club est constitué jusqu'en 2015 d'un écu en forme de ballon de football surmonté d'une couronne rouge. Le ballon est entouré de chaque côté par des supports qui sont des lions de couleur rouge. La devise suivante est située au-dessous de l'écu : à cœur vaillant rien d’impossible.
À l'intersaison 2015, le changement de nom du club s'accompagne d'un nouveau blason, qui reprend le ballon, la couronne, les lions et la devise de l'écusson précédent. Le fond du blason est noir et rouge, alors que la couronne et les lions deviennent couleur argent. La devise est inscrite en blanc sur un listel rouge et noir. Le nouvel écusson comprend aussi le nouveau nom du club. Le changement de dénomination du club en 2017 s'accompagne par l'ajout de l'inscription Cœur d'Essonne au bas du blason.
Fin octobre 2019, le club harmonise sa communication et n'utilise plus que l'appellation FC Fleury 91.

Évolution du blason
Blason de l'US Fleury-Mérogis jusqu'en 2015
Blason du FC Fleury 91 de 2015 à 2017.
Blason du FC Fleury 91 Cœur d'Essonne de 2017 à octobre 2019
Blason du FC Fleury 91 d'octobre 2019 à 2023.
Blason du FC Fleury 91 de juin à novembre 2023.
Blason du FC Fleury 91 depuis novembre 2023.

### Derby et rivalités
Le premier derby en championnat contre le club voisin essonnien de l'Entente sportive Viry-Châtillon a lieu lors de la saison 2014-2015 de CFA. Même si Viry-Châtillon dispute ce championnat depuis 2008 et que Fleury-Mérogis vient d'être promu, ce sont les Floriacumois qui sont favoris face aux « modeste[s] » Castelvirois qui ont des problèmes financiers. Cette première rencontre se termine par un match nul 1-1.
À la suite de la délocalisation en 2015 des matchs à domicile du FC Fleury au stade Henri-Longuet situé à Viry-Châtillon, le maire de Viry-Châtillon et le président de l'Entente sportive Viry-Châtillon se déclarent ouverts à une fusion des deux clubs voisins qui ne donnera finalement rien.